# Século
Um século é uma unidade de tempo que equivale a cem anos. Logo, meio século equivale a 50 anos; e 10 séculos equivalem a 1 000 anos, ou seja, um milênio.
É fundamental se observar que um século começa no início de um ano "01" e termina no ano "00" posterior mais próximo — por exemplo, o século XX começou em 1º de janeiro de 1901 e terminou em 31 de dezembro de 2000; e o século XXI (atual) começou em 1º de janeiro de 2001 e terminará em 31 de dezembro de 2100.
Os séculos na História são numerados com algarismos romanos e nomeados com ordinais do I até o X (primeiro, segundo, terceiro,..., décimo); e com cardinais do XI em diante (onze, doze, treze...).

## Conceito
O conceito de "século" é uma invenção europeia decorrente do sentimento de destino coletivo. Esse conceito vem substituir, na noção e experiência do tempo histórico, linear, sucessivo, contínuo e progressivo, a noção de tempo mítico, circular, recorrente e eterno, típico das práticas sociais agrárias e protopódicas. É justo a partir da época industrial (especialmente a partir da segunda metade do século XIX) que se consolidam e se tornam frequentes os centenários, as efemérides, as exposições universais, os espetáculos e os discursos.
Os anos de início dos séculos (a.C. ou d.C.):
- 1001 — século XI
- 1101 — século XII
- 1201 — século XIII
- 1301 — século XIV
- 1401 — século XV
- 1501 — século XVI
- 1601 — século XVII
- 1701 — século XVIII
- 1801 — século XIX
- 1901 — século XX
- 2001 — século XXI
- 2101 — século XXII
- 2201 — século XXIII
- 2301 — século XXIV
- 2401 — século XXV
- 2501 — século XXVI
- 2601 — século XXVII
- 2701 — século XXVIII
- 2801 — século XXIX
- 2901 — século XXX
- 3001 — século XXXI
- 3101 — século XXXII
- 3201 — século XXXIII
- 3301 — século XXXIV
- 3401 — século XXXV
- 3501 — século XXXVI
- 3601 — século XXXVII
- 3701 — século XXXVIII
- 3801 — século XXXIX
- 3901 — século XL
- 4001 — século XLI
- 4101 — século XLII
- 4201 — século XLIII
- 4301 — século XLIV
- 4401 — século XLV
- 4501 — século XLVI
- 4601 — século XLVII
- 4701 — século XLVIII
- 4801 — século XLIX
- 4901 — século L
- 5001 — século LI
- 5101 — século LII
- 5201 — século LIII
- 5301 — século LIV
- 5401 — século LV
- 5501 — século LVI
- 5601 — século LVII
- 5701 — século LVIII
- 5801 — século LIX
- 5901 — século LX
- 6001 — século LXI
- 6101 — século LXII
- 6201 — século LXIII
- 6301 — século LXIV
- 6401 — século LXV
- 6501 — século LXVI
- 6601 — século LXVII
- 6701 — século LXVIII
- 6801 — século LXIX
- 6901 — século LXX
- 7001 — século LXXI
- 7101 — século LXXII
- 7201 — século LXXIII
- 7301 — século LXXIV
- 7401 — século LXXV
- 7501 — século LXXVI
- 7601 — século LXXVII
- 7701 — século LXXVIII
- 7801 — século LXXIX
- 7901 — século LXXX
- 8001 — século LXXXI
- 8101 — século LXXXII
- 8201 — século LXXXIII
- 8301 — século LXXXIV
- 8401 — século LXXXV
- 8501 — século LXXXVI
- 8601 — século LXXXVII
- 8701 — século LXXXVIII
- 8801 — século LXXXIX
- 8901 — século XC
- 9001 — século XCI
- 9101 — século XCII
- 9201 — século XCIII
- 9301 — século XCIV
- 9401 — século XCV
- 9501 — século XCVI
- 9601 — século XCVII
- 9701 — século XCVIII
- 9801 — século XCIX
- 9901 — século C
- 10001 — século CI

## Lista de séculos
Os séculos antes da Era Comum (ou Era cristã):
- Século LXX a.C.
- Século LXIX a.C.
- Século LXVIII a.C.
- Século LXVII a.C.
- Século LXVI a.C.
- Século LXV a.C.
- Século LXIV a.C.
- Século LXIII a.C.
- Século LXII a.C.
- Século LXI a.C.
- Século LX a.C.
- Século LIX a.C.
- Século LVIII a.C.
- Século LVII a.C.
- Século LVI a.C.
- Século LV a.C.
- Século LIV a.C.
- Século LIII a.C.
- Século LII a.C.
- Século LI a.C.
- Século L a.C.
- Século XLIX a.C.
- Século XLVIII a.C.
- Século XLVII a.C.
- Século XLVI a.C.
- Século XLV a.C.
- Século XLIV a.C.
- Século XLIII a.C.
- Século XLII a.C.
- Século XLI a.C.
- Século XL a.C.
- Século XXXIX a.C.
- Século XXXVIII a.C.
- Século XXXVII a.C.
- Século XXXVI a.C.
- Século XXXV a.C.
- Século XXXIV a.C.
- Século XXXIII a.C.
- Século XXXII a.C.
- Século XXXI a.C.
- Século XXX a.C.
- Século XXIX a.C.
- Século XXVIII a.C.
- Século XXVII a.C.
- Século XXVI a.C.
- Século XXV a.C.
- Século XXIV a.C.
- Século XXIII a.C.
- Século XXII a.C.
- Século XXI a.C.
- Século XX a.C.
- Século XIX a.C.
- Século XVIII a.C.
- Século XVII a.C.
- Século XVI a.C.
- Século XV a.C.
- Século XIV a.C.
- Século XIII a.C.
- Século XII a.C.
- Século XI a.C.
- Século X a.C.
- Século IX a.C.
- Século VIII a.C.
- Século VII a.C.
- Século VI a.C.
- Século V a.C.
- Século IV a.C.
- Século III a.C.
- Século II a.C.
- Século I a.C.

Os séculos depois da Era Comum (ou Era cristã):
- Século I
- Século II
- Século III
- Século IV
- Século V
- Século VI
- Século VII
- Século VIII
- Século IX
- Século X
- Século XI
- Século XII
- Século XIII
- Século XIV
- Século XV
- Século XVI
- Século XVII
- Século XVIII
- Século XIX
- Século XX
- Século XXI
- Século XXII
- Século XXIII
- Século XXIV
- Século XXV